# Cortamambo
Cortamambo es el décimo álbum de estudio de la banda de rock uruguaya El Cuarteto de Nos, editado por el sello Koala Récords en el 2000, el mismo se editaría un año más tarde en Argentina bajo el sello discográfico Ultrapop Récords y en 2003 el álbum tuvo una reedición bajo el sello Koala Récords. El disco posee 14 canciones, entre las que se destacan clásicos de la banda como "Me Amo" y "Necesito una mujer", ambas con video musical, aunque el video de «Me Amo» sea de la versión del álbum Bipolar (2009).

## Contenido
El disco está caracterizado por contener un humor negro muy marcado, hay muchas canciones que tratan sobre temas controversiales y sostienen opiniones vistas como incorrectas, ejemplos son: "Maten las Ballenas (Arresten a Willy)", "No Somos Latinos", "La Pequeña Leti", "La Guerra de Gardel", "Cristo Te Odia", entre otros.   
Salida temporal de Ricardo Musso
Antes de que saliera el disco, el guitarrista Ricardo Musso deja el grupo por diferencias con el sello sobre la portada, correspondiese a una versión alternativa del álbum con el arte de tapa que había propuesto Riki Musso y que no salió, y a raíz de esta ruptura la banda deja de tocar por un año pero luego, convencido por su hermano Roberto, Ricardo vuelve a la agrupación.

## Lista de canciones
| N.º   | Título                                  | Letras                          | Duración |  |
| 1.    | «No Somos Latinos»                      | Roberto Musso                   | 3:14     |  |
| 2.    | «Necesito Una Mujer»                    | Roberto Musso                   | 3:21     |  |
| 3.    | «La Guerra de Gardel»                   | Roberto Musso                   | 4:30     |  |
| 4.    | «Pegame y Decime Shirley»               | Roberto Musso                   | 3:44     |  |
| 5.    | «Intentaron Separarnos»                 | Roberto Musso                   | 4:26     |  |
| 6.    | «El Apareamiento de la Morsa»           | Ricardo Musso                   | 0:49     |  |
| 7.    | «Maten las Ballenas (Arresten a Willy)» | Santiago Tavella, Roberto Musso | 4:23     |  |
| 8.    | «La Mina del Jefe»                      | Roberto Musso                   | 4:09     |  |
| 9.    | «Me Borró»                              | Santiago Tavella                | 3:17     |  |
| 10.   | «Me Amo»                                | Roberto Musso                   | 3:22     |  |
| 11.   | «La Pequeña Leti»                       | Roberto Musso                   | 3:00     |  |
| 12.   | «Despertate Paparulo»                   | Santiago Tavella                | 3:30     |  |
| 13.   | «Cristo Te Odia»                        | Roberto Musso                   | 3:17     |  |
| 14.   | «Mamá, El Bajista Me Está Pegando»      | Roberto Musso                   | 3:49     |  |
| 48:55 |                                         |                                 |          |  |

## Personal
- Roberto Musso – voz, guitarra rítmica, coros
- Ricardo Musso – guitarras, minimoog (pista 1, 3 y 6), órgano Farfisa (pista 3), tos (pista 11), órgano (pista 13), teclados (pista 4), gaitas sampleadas (pista 7), coros, voz (pista 4 y 6), piano (pista 9)
- Santiago Tavella – bajo, voz, coros, caja de ritmos (pista 9)
- Álvaro Pintos – batería, pandereta (pista 1 y 7), platillos (pista 11), órgano Farfisa (pista 3), coros, congas (pista 5 y 7), caja de ritmos (pista 9), percusión

Músicos adicionales
- Sergio Tulbovitz: cajón peruano (pista 2), bongó, claves, reco-reco (pista 5), congas (pista 8)
- Sergio Bedó: teclados (pista 11)
- Alberto García: solo de guitarra (pista 14)
- Leo García: voz (pista 14)
- Pato Olivera: trompeta (pista 2)
- Martín Morón: trombón (pista 2)
- Eddy Porchile: saxo tenor (pista 2)